# テディ・ロビン・クァン
テディ・ロビン・クァン（泰迪羅賓、Teddy Robin、1945年3月2日-）は、香港の歌手・俳優・作曲家・プロデューサーである。香港の歌手ケルビン・クァンの伯父である。

## 概要
本名は關維鵬（クワン・ワイパン）。生年は1939年や1941年とする諸説があり不明。籍貫は広西桂林。円背（脊柱後弯症）のため背が低いが、俳優としての個性につながっている。
1950年代には子役として活動を始め、1960年代、バンド「Teddy Robin and the Playboys」のメンバーとしてデビュー、バンドが解散後にアメリカに放浪の旅に出て帰国後ソロシンガーとなった。放浪中に身に付けたアメリカンロックの感覚を自らの曲に多く取り入れて唄った事から、華僑ロックのパイオニアの一人として知られている。
1970年代には音楽活動の傍ら俳優、映画制作を開始。ミュージシャンとして現在はソロで活動している。代表曲は『小醜』、『魔與道』。映画のプロデュースと同時に主題曲も手掛け、『點指兵兵=香港極道・警察』などがあり、甥は歌手、俳優のケルビン・クァン。
また俳優としての助演も数多く、2011年に出演した『燃えよ!じじぃドラゴン 龍虎激闘』が第30回香港電影金像奨で最優秀作品賞と、テディ自身も助演男優賞を受賞した。

## 出演作品
- 『點指兵兵=香港極道・警察』(1979)
- 『ツイ・ハーク ミッション・ポッシブル M:P-1』(1981)
- 『ツイ・ハーク ミッション・ポッシブル M:P-2』(1983)
- 『バナナ・コップ』(1984)
- 『ツイ・ハークのチャイニーズ・ファースト・ラヴ・ストーリー』(1985)
- 『飛龍伝説オメガクエスト』(1986)
- 『女子監獄』 女子監獄 Women Prison (1988)（日本未公開/ビデオ発売のみ）
- 『恋のカウントダウン』
- 『噂のテディ・ロビン 美女美女スパイにご用心』
- 『愛と欲望の街 上海セレナーデ』
- 『ツイン・ドラゴン』(1991)
- 『籠民』(1992)
- 『フル・コンタクト』
- 『ラッキー・ファミリー』
- 『野・良犬』(2006)※本人のプロデュース作
- 『燃えよ!じじぃドラゴン 龍虎激闘』(2010)
- 『王朝の陰謀 判事ディーと人体発火怪奇事件』(2010)